# Mustafa Barghuthi
Mustafā Barghūthī (Gerusalemme, 1954) è un politico palestinese, parente del più famoso Marwān Barghūthī, detenuto nelle carceri israeliane.

## Biografia
Medico attivo nelle organizzazioni non governative, Barghūthī nel 2002 ha lasciato il Partito Popolare Palestinese e fondato il partito Iniziativa Nazionale Palestinese, con cui, forte anche del sostegno di associazioni, movimenti e del Fronte Popolare per la Liberazione della Palestina, si è candidato alle elezioni presidenziali del 2005, dove si è posizionato alle spalle dell'attuale presidente Abū Māzen, ottenendo il 21% delle preferenze.
Alle elezioni legislative in Palestina del 2006 è stato eletto al Consiglio legislativo palestinese (PLC). È stato ministro dell'informazione nel breve governo Haniyeh II (da marzo a giugno del 2007).